# Сабах – Саравак
Сабаг – Саравак – трубопровід, призначений для постачання газу з офшорних родовищ біля малайзійської частини острова Калімантан до заводу із виробництва зрідженого газу Малайзія ЗПГ.
В 2010-х роках для підтримки виробництва на заводі ЗПГ спорудили систему, що транспортує блакитне паливо з комплексу підготовки Sabah Oil and Gas Terminal (SOGT), розташованого в Кота-Кінабалу у штаті Сабаг. Трубопровід довжиною 512 км виконано в діаметрі труб 900 мм з початковою потужністю 21,2 млн.м3 на добу (і можливістю розширення до 25,4 млн.м3). Перекачування забезпечується компресорною станцією, яка входить до складу згаданого комплексу.
Маршрут газопроводу пролягає по гірській місцевості серед тропічних лісів. При відсутності необхідної інфраструктури, в окремих випадках труби доводилось транспортувати на місце будівництва за допомогою гелікоптерів. Було споруджено переходи через вісім великих річок та біля 1700 водотоків. У 24 випадках для переходу через річки та дороги використовувався метод спрямованого горизонтального буріння. Траса долає схили з кутом до 79 градусів.
Введення газопроводу в експлуатацію відбулось у 2014-му. В тому ж році на об`єкті стався витік газу та сильний вибух, хвиля від якого відчувалась на відстані до 40 км. На щастя, обійшлось без людських жертв, проте виявилось необхідним здійснити додаткові роботи по удосконаленню системи контролю можливих витоків та протипожежного захисту. 